# بو برگلوند
بو برگلوند (انگلیسی: Bo Berglund؛ زادهٔ ۶ آوریل ۱۹۵۵) بازیکن هاکی روی یخ اهل سوئد است.
از باشگاه‌هایی که در آن بازی کرده‌است می‌توان به فیلادلفیا فلایرز اشاره کرد.